# Орбети
Орбети (груз. ორბეთი) — село в Тетрицкаройском муниципалитете края Квемо-Картли Грузии. Входит в состав сельского общества Орбети.

## География
Расположено на трассе Манглиси — Тбилиси.

## История
Основано как русское военное поселение Елизаветинское.

## Демография
| Год переписи | Населения | Мужчины | Женщины |
| ------------ | --------- | ------- | ------- |
| 2002         | 400       | 196     | 204     |
| 2014         | 234       | 110     | 124     |

Национальный состав по переписи 2014 г.: грузины — 99 %.